# جوزيف بويدن
جوزيف بويدن (بالإنجليزية: Joseph Boyden)‏ (31 أكتوبر 1966 في كندا)؛ روائي كندي.